# Liste des instituts de vie consacrée
- Haut – A
- B
- C
- D
- E
- F
- G
- H
- I
- J
- K
- L
- M
- N
- O
- P
- Q
- R
- S
- T
- U
- V
- W
- X
- Y
- Z

Cette liste reprend les instituts de vie consacrée (ordre religieux, congrégation religieuse, société de vie apostolique) reconnus par l'Église catholique (romaine). Depuis le Concile Vatican II (1962-1965), plus aucune distinction n'est faite, canoniquement parlant, entre un « ordre », une « congrégation » ou autre institut religieux. Cette liste est arrangée, autant que faire se peut, suivant le nom par lequel les religieux sont populairement connus, et non pas par le nom officiel de l'institut religieux. Ainsi, par ex.: « Franciscains », plutôt que « Ordre des Frères Mineurs ».

## A
- Adoratrices du Très Précieux Sang de Notre Seigneur Jésus-Christ
- Adoratrices du Sacré-Cœur de Montmartre
- Adoratrices du Saint-Sacrement
- Adoratrices du Saint-Sacrement et de la Charité (AASC)
- Alexiens (Frères cellites), congrégation laïque fondée vers 1370 ; puis en 1854.
- Ordre des Adoratrices perpétuelles du Saint-Sacrement
- Ordre de l'Annonciation de la Vierge Marie ou Annonciades, moniales
- Ordre de la Très-Sainte-Annonciation ou Annonciades célestes, moniales
- Ordre hospitalier de Saint-Antoine ou Antonins, moines d'un ordre hospitalier, absorbé par l'ordre de Saint-Jean de Jérusalem le 17 décembre 1776
- Augustins de l'Assomption ou Assomptionnistes, congrégation cléricale
- Augustins, ordre mendiant
- Auxiliaires du sacerdoce
- Auxiliatrices (Sœurs) (originellement Auxiliatrices du Purgatoire)
- Auxiliatrices de la charité

## B
- Clercs réguliers de Saint-Paul ou Barnabites, congrégation fondée en 1530 à Milan par saint Antoine-Marie Zaccaria
- Basiliens, moines
- Bénédictines de l'Adoration perpétuelle du Très-Saint-Sacrement (1653)
- Bénédictines du Sacré-Cœur de Montmartre
- Ordre de Saint-Benoît ou Bénédictins, moines
- Bethlémites filles du Sacré-Cœur de Jésus
- Bernardins
- Bogards (?)
- Sœurs de Notre Dame du Bon Secours de Lyon ou Bon Secours (Lyon)

## C
- Camaldules, moines ermites (Congrégation bénédictine des moines ermites camaldules), fondation en 980 par Romuald de Ravenne (/1072)
- Ermites camaldules du mont Corona, fondation par Paul Giustiniani (1476-1528)
- Camilliens, (Ordre des Clercs réguliers pour les malades), fondation en 1588 par saint Camille de Lellis
- Capucins, ordre mendiant (famille franciscaine)
- Caracciolins (Clercs réguliers mineurs), fondation en 1588 par saint François Caracciolo et le vénérable Augustin Adorno
- Carmel apostolique
- Carmes, ordre mendiant :
  - Grands Carmes (Carmes de l'antique observance ou Carmes chaussés),
  - Ordre des Carmes déchaux réforme du précédent en 1562 et 1568 par sainte Thérèse d'Avila et saint Jean de la Croix
  - Carmes du Désert de Jésus, une nouvelle fondation de vie contemplative semi-érémitique, née à Pâques 1993 à Kitona-Sur-Mer au diocèse de Boma sous la responsabilité du Père Marie-Fidèle Pakhaf de la Sainte Face.
    - Carmélites de l'Enfant-Jésus

  - Tiers-Ordre carmélite, Tiers-Ordre composé de laïcs (dont l'Ordre des Carmes déchaux séculier est la branche des déchaussés)
- Carmes de Marie Immaculée, fondation en 1855 par Thomas Palakam et Thomas Porukara.
- Carmes de Marie Mère du Christ[réf. nécessaire].

- Annonciades célestes (1604), moniales
- Célestins (1248), ordre religieux monastique de tendance éremitique
- Chalaisiens, moines bénédictins
- Chanoines réguliers de la Congrégation d'Arrouaise
- Chanoines réguliers de la Mère de Dieu, chanoines réguliers
- Chanoines réguliers de la congrégation de Notre-Sauveur (1623), chanoines réguliers
- Chanoines réguliers de Prémontré (Prémontrés), fondation en 1120 par saint Norbert.
- Chanoines réguliers du Saint-Esprit, fondation vers 1180[1],[2] par Guy de Montpellier et reconnu par le pape en 1198[3].
- Chanoines réguliers de la Sainte-Croix, (Croisiers), chanoines réguliers, fondation en 1211 par le Bienheureux Théodore de Celles.
- Chanoines réguliers de la Très Sainte-Croix de l'Étoile Rouge (Croisiers de l'Étoile Rouge), fondation en 1237 par sainte Agnès de Bohême
- Chanoines réguliers de saint Augustin, confédération en 1959 des :
  - Chanoines réguliers du Latran
  - Chanoines réguliers du Latran de la congrégation d'Autriche fondation en 1140.
  - Chanoines réguliers du Grand-Saint-Bernard fondation en 1050 par saint Bernard de Menthon.
  - Chanoines réguliers de Saint-Maurice d'Agaune réforme en 1128 par saint Hugues de Grenoble.
  - Chanoines réguliers de Windesheim
  - Chanoines réguliers de l'Immaculée Conception fondation en 1866 par Adrien Gréa
- Chanoines réguliers de Saint Ruf, chanoines réguliers
- Chartreux, moines, fondation en 1084 par saint Bruno
- Cisterciens, moines, ordre fondé en 1098 par saint Robert de Molesme et saint Bernard de Clairvaux composé de 11 congrégations dont :
  - Congrégation cistercienne d'Autriche fondation en 1859.
  - Congrégation cistercienne de Mehrerau fondation en 1618.
  - Congrégation cistercienne de saint Bernard d'Italie fondation en 1497.
  - Congrégation cistercienne de Marie Médiatrice fondation en 1846.
  - Congrégation cistercienne de l'Immaculée Conception fondation en 1854.
  - Congrégation cistercienne de Zirc en Hongrie fondation en 1923.
  - Congrégation cistercienne de Bohême fondation en 1923.
  - Congrégation cistercienne de Casamari fondation en 1151.
  - Congrégation cistercienne de Marie Reine fondation en 1939 à Paris.
  - Congrégation cistercienne du Brésil fondation en 1961.
  - Congrégation cistercienne de la Sainte Famille fondation en 1964.
- Cisterciens-trappistes, moines et moniales, réforme de 1664.
- Cisterciennes bernardines d'Esquermes, moniales, refondation en 1827
- Clarétains ou (Missionnaires Fils du Cœur Immaculé de Marie), fondés en 1849 par saint Antoine-Marie Claret
- Clarisses ou Ordre des Pauvres Dames (1212, famille franciscaine)
- Clarisses capucines (1535, famille franciscaine)
- Clercs de Saint-Viateur ou Viatoriens, congrégation cléricale fondée en 1831 par le père Louis Querbes
- Clercs réguliers (type de huit congrégations)
  - Clercs réguliers de la Mère de Dieu pour les écoles pies (Pauvres clercs réguliers de la Mère de Dieu, Scolopes, Piaristes) fondation en 1617 par saint Joseph Calasanz
  - Clercs réguliers mariens sous le titre de l'Immaculée Conception de la B.V.M. (Mariens), congrégation cléricale fondée en 1673 par le bienheureux Stanislas Papczyński.
  - Clercs réguliers de la Mère de Dieu, congrégation de clercs réguliers fondée en 1574 par saint Jean Leonardi
- Compagnie de Marie (ou pères Montfortains, 1713)
- Conceptionnistes, moniales fondées en 1484 par la sainte portugaise Béatrice de Silva.
- Cordeliers, nom que prirent les Franciscains établis en France
- Congrégation de Notre Dame de Bon Secours de Troyes, fondée en 1840 par le père Paul-Sébastien Millet.
- Congrégation de Notre-Dame de Charité du Bon Pasteur, fondée en 1835 par sainte Marie-Euphrasie Pelletier
- Congrégation des Sœurs de l'Enfant-Jésus du Puy-en-Velay
- Congrégation des Sœurs de la charité de Notre-Dame-du-Bon-et-Perpétuel-Secours, fondée en 1850 par Caroline Lenferna de Laresle à l'île Maurice.
- Congrégation des Sœurs des Saints-Cœurs de Jésus et de Marie fondée en 1853 au Liban par la fusion de deux groupes de femmes que les missionnaires jésuites s'étaient associés: les Mariamettes rassemblées par le Père jésuite français Raymond Estève, et le curé libanais Youssef Gemayel ; et les Pauvres Filles du Sacré-Cœur rassemblées par le Père jésuite italien, Paul-Marie Riccadonna
- Congrégation delle Bajarde fondée par Vittoria Cantelli (1559-1653) veuve du comte Giovanni Battista Bajardi[4],
- Congrégation Notre-Dame d'Espérance (1966),
- Congrégation du Saint-Sacrement (1856),
- Congrégation des Sœurs du Saint-Sacrement fondée (en 1832-1855) par Louis Agut

## D
- Dominicains (1215), ou Frères Prêcheurs, ordre mendiant
- Dominicaines (…du Saint-Esprit, etc. de la Présentation...)

## E
- Eudistes (Congrégation de Jésus et Marie), société de vie apostolique fondée en 1643 par saint Jean Eudes
- Écoliers du Christ (1212), Abbaye du Val des Écoliers de Verbiesles (Pays de Langres)

## F
- Famille missionnaire de Notre-Dame (1946), appelés aussi Domini
- Famille Myriam (1978)[5]
- Famille monastique de Bethléem, de l'Assomption de la Vierge et de saint Bruno
- Famille de Sainte-Croix
- Filles de Jésus (de Kermaria), congrégation religieuse fondée en 1834
- Filles de la charité de saint Vincent de Paul (1633)
- Filles de la charité divine
- Filles de la charité du Sacré-Cœur de Jésus
- Filles de la charité du Très Précieux Sang
- Filles de la Croix, Sœurs de Saint-André
- Filles de la Croix (de Liège)
- Filles de la Providence (1817) appelées couramment sœurs de Sainte Thérèse d'Avesnes
- Filles de la divine providence de Créhen
- Filles de la Sagesse (1703) (de la Famille montfortaine)
- Filles de la Sainte-Enfance de Jésus et de Marie (1807, sœurs de Sainte-Chrétienne)
- Filles de Marie de Pesche (1830)
- Filles de Marie Auxiliatrice (1872) appelées couramment Sœurs salésiennes (voir ci-dessous)
- Filles de Marie Immaculée ou religieuses marianistes
- Filles de Saint-Paul (Famille paulinienne)
- Filles du Calvaire (1617)
- Filles du Saint-Cœur de Marie
- Filles du Saint-Esprit
- Filles Missionnaires de la Sainte-Famille de Nazareth
- Fils de la Charité, fondés en 1918 par le père Jean-Émile Anizan
- Fils de la charité (Canossiens), congrégation fondée en 1831,
- Fils de la Sainte-Famille (à ne pas confondre avec les Missionnaires de la Sainte-Famille)
- Fils du Cœur Immaculé-de-Marie (1849) ou missionnaires clarétins
- Foyers de charité
- Franciscaines missionnaires de Marie
- Ordre des Frères mineurs ou Franciscains (1209) , ordre mendiant
- Fraternité des Franciscains de l'Emmanuel, fondée en 1985 à Montréal. Présente au Canada et au Cameroun.
- Franciscains de l'Atonement, ou franciscains de la Réconciliation
- Fraternités monastiques de Jérusalem, moines et moniales
- Fraternité sacerdotale Saint-Pierre
- Fraternité Saint-Thomas-Becket
- Fraticelles Fraticelli
- Frères chrétiens d'Irlande
- Frères de l'Assomption, congrégation fondée au Zaïre
- Frères de la Charité (1539), supprimé en 1790 cet ordre a été rétabli sous le nom d'Ordre hospitalier de Saint-Jean-de-Dieu
- Frères de la charité de Gand, congrégation laïque masculine
- Frères de la doctrine chrétienne de Nancy
- Frères de l'Immaculée-Conception de Maastricht, congrégation laïque
- Frères de l'instruction chrétienne de Ploërmel
- Frères de l'Union, congrégation de vies apostoliques
- Frères de la Miséricorde de Malines (1839) ou Frères de Notre Dame de Miséricorde
- Frères de la Miséricorde de Marie-Auxiliatrice
- Frères de la Miséricorde de Trèves (?)
- Frères de Notre-Dame-de-Lourdes (1830), congrégation laïque
- Frères de Saint-Gabriel, congrégation laïque d'enseignants de la Famille montfortaine
- Frères franciscains de l'Immaculée
- Frères de Saint-Jean-de-Dieu (1539) ou frères hospitaliers, ordre mendiant
- Frères de Saint Louis de Gonzague
- Religieux de Saint-Vincent-de-Paul ou Frères de Saint Vincent de Paul (1845)
- Frères des écoles chrétiennes (1680, Lasalliens), congrégation laïque masculine d'enseignants fondée par saint Jean-Baptiste de La Salle
- Frères du Sacré-Cœur (1821), congrégation laïque
- Frères hospitaliers du Saint-Esprit, fondés vers 1180[1],[2] par Guy de Montpellier et reconnus par le pape en 1198[3].
- Frères maristes des écoles (1817), ou Petits Frères de Marie, congrégation laïque fondée par saint Marcellin Champagnat
- Frères missionnaires des campagnes (FMC), congrégation fondée en 1943
- Frères missionnaires de la Charité, branche masculine de l'institut fondé par Mère Teresa(1963)

## H
- Holy Family Sisters of the Needy, congrégation fondée au Nigeria en 1983
- Hospitaliers de l'ordre de Saint-Jean de Jérusalem
- Ordre des Hospitaliers du Saint-Esprit, fondé vers 1180[1],[2] par Guy de Montpellier et reconnu par le pape en 1198[3].
- Ordre hospitalier de Saint-Jean-de-Dieu (1539), ordre laïc fondé à Grenade (Espagne)
- Ordre des Clercs réguliers pour les malades ou Hospitaliers de l'ordre des Camilliens, congrégation cléricale (clercs réguliers)

## I
- Sœurs de l'Immaculée Conception de Saint-Méen ou Immaculée Conception de Buzançais (1831-1970)
- Institut de l'Œuvre de la Jeunesse Jean-Joseph Allemand, O.J.J.A., institut séculier de droit pontifical.
- Institut des Sœurs de Saint Joseph (1650)
- Institut La Xavière, missionnaire du Christ Jésus, né en 1921 reconnu Institut de droit pontifical en 2010, voir Institut La Xavière

## J
- Compagnie de Jésus, ou Société de Jésus, dont les membres sont les jésuites.

## L
- Congrégation de la Mission ou Lazaristes (1625), fondée par saint Vincent de Paul, société de vie apostolique)
- Lassalliens, voir Frères des écoles chrétiennes

## M
- Mariavites de France
- Marianites de Sainte-Croix (1841), (Sœurs..)
- Société de Marie (Marianistes) (comme les Pères maristes, à ne pas confondre)
- Marie Auxiliatrice ou Congrégation des Sœurs de Marie Auxiliatrice (1854)
- Marianistes polonais ou Congrégation des Pères marianistes (ou mariens) de l'Immaculée Conception de la Très Sainte Vierge Marie
- Maristes (1822, Pères maristes, Société de Marie), (comme les Marianistes (1817), à ne pas confondre)
- Maryknoll ou Mary Knoll ou Société des missions étrangères catholiques d'Amérique
- Ordre de Notre-Dame-de-la-Merci ou Mercédaires ou Ordre de la Merci (1218), ordre mendiant
- Ordre des Minimes (1436), ordre mendiant
- Missionnaires Clarétains
- Missionnaires de la Charité, congrégation féminine fondée en 1950 par mère Teresa
- Missionnaires comboniens du Sacré-Cœur (1867), société de vie apostolique
- Missionnaires de la Consolata, congrégation cléricale
- Missionnaires de la Sainte-Famille (à ne pas confondre avec la congrégation des Fils de la Sainte-Famille)
- Missionnaires de Mariannhill, congrégation cléricale
- Missionnaires de Mill Hill ou Société Missionnaire de Saint Joseph (1866), congrégation missionnaire d'origine anglaise
- Missionnaires de Notre-Dame de La Salette ou Salettins (1852)
- Missionnaires du Précieux-Sang (1815)
- Missionnaires du Sacré-Cœur de Jésus, Société des… (Issoudun)
- Missionnaires de Saint François de Sales, MSFS
- Missions étrangères de Paris (les MEP)
- Moniales passionistes, contemplatives fondées par saint Paul de la Croix, Passionistes
- Missionnaires du Chemin, institut religieux (un de frères et un des sœurs).

## N
- Sœurs de Notre Dame des Missions (1861)
- Congrégation Notre-Dame d'Espérance (1966)

## O
- Oblates missionnaires de l'Assomption
- Oblats de Saint François de Sales
- Oblates de Jésus Prêtre
- Oblats de Marie-Immaculée, congrégation cléricale
- Oblates du Très Saint Rédempteur
- Orantes de l'Assomption, moniales de la famille assomptionniste
- Orantes de Marie-Médiatrice
- Ordre des Carmes déchaux séculier (1452), branche séculière de Ordre des Carmes déchaux, anciennement connue sous le nom de Tiers-Ordre de Notre Dame du Mont Carmel et de Sainte Thérèse de Jésus.
- Ordre de Grandmont, fondé vers 1076 et dissous en 1772
- Ordre libanais maronite
- Ordre de Notre-Dame de Charité
- Augustins ou Ordre de Saint-Augustin (vers 1256)
- Ordre et Commandement de Saint Michel (2009, Miguelianos), communauté religieuse
- Ordre de Saint-Guillaume
- Ordre de Saint-Jérôme
- Ordre de Sainte-Ursule
- Ordre des frères de Bethléem
- Ordre des Hospitaliers du Saint-Esprit, fondé vers 1180[1],[2] par Guy de Montpellier et reconnu par le pape en 1198[3].
- Ordres militaires dont les plus connus sont les suivants :
  - l’ordre du Temple
  - l’ordre de Saint-Jean de Jérusalem
  - l’ordre Teutonique
  - l’ordre de Saint-Lazare de Jérusalem
  - Pour les autres, voir la liste des ordres militaires
- Congrégation de l'Oratoire (Oratoriens), société de vie apostolique

## P
- Pallottins ou Union de l'Apostolat Catholique (1835)
- Congrégation de la Passion de Jésus-Christ ou Passionistes (1720)
- Pauvres Volontaires
- Missionnaires d'Afrique ou Pères blancs (1868), société de vie apostolique
- Pères de la Foi
- Pères de Schönstatt, branche consacrée masculine du Mouvement de Schoenstatt (1914)
- Congrégation des Sacrés-Cœurs de Jésus et de Marie ou Pères et religieuses du Sacré-Cœur de Picpus ou Picpuciens (1800)
- Petite œuvre de la divine providence, congrégation
- Petites Sœurs de Jésus
- Petites Sœurs de la Présentation de Notre-Dame (1952), congrégation fondée au Zaïre, de la famille assomptionniste
- Petites Sœurs de l'Assomption
- Petites Sœurs de l'Agneau (Communauté de l'Agneau), dominicaines mendiantes depuis 1983
- Petites Sœurs de Béthléem, moniales
- Petites Sœurs disciples de l'Agneau, communauté fondée en 1985 avec des sœurs valides et des sœurs trisomiques.
- Petites Sœurs de l'Évangile (Charles de Foucauld)
- Petites Sœurs de saint François d'Assise (famille franciscaine)
- Petites Sœurs des maternités catholiques
- Petites Sœurs des pauvres
- Petites Sœurs du Sacré-Cœur (Charles de Foucauld)
- Petites Sœurs missionnaires de la charité
- Petits Frères de Jésus (Charles de Foucauld)
- Petits Frères de l'Évangile (Charles de Foucauld)
- Prémontrés (1105/1110, Norbertins), chanoines réguliers
- Prêtres de la doctrine chrétienne
- Prêtres du Calvaire
- Prêtres du Sacré-Cœur de Jésus de Bétharram ou Bétharramites (1832), congrégation cléricale
- Prêtres du Sacré-Cœur de Jésus (de Saint-Quentin) ou Dehoniens
- Congrégation du Saint-Sacrement ou Prêtres du Saint-Sacrement (1856) (Institut des…)), congrégation cléricale
- Ordre des frères des écoles pies (1617, Piaristes), congrégation enseignante

## R
- Frères mineurs récollets (1583, Franciscains)
- Récollets de Saint Augustin ou Augustins
- Rédemptoristes (1732), congrégation cléricale
- Religieuses de l'Assomption
- Religieuses de Saint-André
- Religieux de Saint-Vincent-de-Paul
- Sœurs Victimes du Sacré-Cœur de Jésus (Marseille - France) - 15 religieuses

## S
- Communauté Saint-Jean (Pères et Frères, Sœurs contemplatives, Sœurs apostoliques et Oblats. Congrégation fondée en 1975).
- Congrégation de Sainte-Croix (1837), congrégation cléricale
- Ordre de Sainte-Brigitte ou Saint-Sauveur, ordre monastique
- Salésiennes missionnaires de Marie Immaculée
- Salésiens de Saint-Jean-Bosco (1859), congrégation cléricale
- Salvatoriens (1881, Société du Divin Sauveur), congrégation cléricale
- Scheutistes (1862, Missionnaires de Scheut, Congrégation du Cœur Immaculé de Marie)
- Servantes de Jésus et de Marie (1821)
- Servantes du Saint-Sacrement (1858)
- Ordre des Servites de Marie, ordre mendiant
- Serviteurs de Jésus et de Marie, congrégation fondée en 1930
- Serviteurs de Jésus et Marie, congrégation fondée en 1988
- Serviteurs des pauvres du Tiers-Monde (1983)
- Société des missionnaires de la miséricorde divine(2005)
- Société des missions africaines (de Lyon, 1856), société de vie apostolique
- Société du Prado (1866)
- Société du Sacré-Cœur de Jésus (1800, Sœurs du Sacré-Cœur de Jésus)
- Société du Verbe Divin (1875), congrégation cléricale
- Société Saint Paul (Famille paulinienne)
- Sœurs antoniennes de Marie
- Sœurs augustines missionnaires
- Sœurs Blanches ou Sœurs missionnaires de Notre-Dame d'Afrique[6]
- Sœurs de Sainte Jeanne d'Arc (1914) de la famille assomptionniste
- Sœurs de l'Annonciade (1501), moniales
- Sœurs de l'Espérance,
- Sœurs de l'Enfant-Jésus, congrégation née au Puy-en-Velay au XVIIe siècle
- Sœurs de l'Enfant-Jésus de Chauffailles fondées par Reine Antier
- Sœurs de l'Enfant Jésus – Providence de Rouen fondée par le Bienheureux Père Nicolas Barré (prêtre)
- Sœurs de la charité de Montréal,
- Sœurs de la charité de Nevers, congrégation fondée par Jean-Baptiste Delaveyne en 1676
- Sœurs de la charité de Saint-Louis
- Sœurs de Notre-Dame de la Compassion de Marseille (1843), congrégation fondée par Jean-François Barthès
- Sœurs de la Croix, de la famille assomptionniste
- Sœurs de la Divine Providence de Saint-Jean-de-Bassel (1762)[7]
- Sœurs de la doctrine chrétienne (1718, Sœurs de la Foi)
- Sœurs de la Présentation de Marie
- Sœurs de la Providence de la Pommeraye (1825)
- Sœurs de la Sainte Famille de Villefranche-de-Rouergue (1816)
- Sœurs de Saint-André
- Sœurs de Saint Dominique de Cracovie
- Sœurs de Saint-Joseph de Cluny (1807)
- Sœurs de Saint-Joseph-de-l'Apparition (1832)
- Sœurs de Saint-Joseph du Sacré-Cœur (1866)
- Sœurs de Saint-Paul (1873, Œuvre de Saint-Paul)
- Sœurs de Saint-Paul de Chartres (1696)
- Sœurs de Saint Vincent de Paul (1633, Filles de la charité de saint Vincent de Paul)
- Sœurs de Schönstatt, branche consacrée féminine du Mouvement de Schoenstatt
- Sœurs des Campagnes, congrégation fondée en 1947, pendant des Frères missionnaires des campagnes (1943)
- Sœurs des Saints Cœurs de Jésus et Marie et de l'Adoration perpétuelle  (1800, picpuciennes)
- Sœurs des saints Noms de Jésus et de Marie
- Sœurs disciples du Divin Maître (12924, Famille paulinienne)
- Sœurs de Marie Joseph et de la Miséricorde ou Sœurs des prisons
- Sœurs de Marie Reine des Apôtres (1959, Apostolines, Famille paulinienne)
- Sœurs de Marie-Réparatrice
- Sœurs de Notre-Dame de Namur
- Sœurs de Notre-Dame des Anges (famille franciscaine), moniales contemplatives, fondées à Glain-Liège)
- Sœurs de Notre-Dame du Saint-Rosaire
- Sœurs de Sainte-Anne, fondatrice : Mère Marie-Esther Blondin
- Sœurs de Sainte-Croix
- Sœurs du Bon-Pasteur (d'Angers) (1835)
- Sœurs du Christ, ou Union Mysterium Christi (union de sept congrégations en 1976)
- Sœurs du Saint-Sacrement (1858) fondatrice : Sainte Catherine Drexel, morte en 1955 aux États-Unis
- Sœurs du Très-Saint-Sacrement et de la Charité
- Sœurs égyptiennes du Sacré-Cœur
- Sœurs du Très Saint Sauveur (1849, Sœurs de Niederbronn)
- Sœurs hospitalières du Sacré-Cœur de Jésus
- Sœurs de Jésus Bon Pasteur (1938, Pastourelles, famille paulinienne)
- Sœurs missionnaires catéchistes du Sacré-Cœur
- Sœurs missionnaires de l'Assomption de la famille assomptionniste
- Sœurs missionnaires de l'Évangile
- Sœurs missionnaires de l'Immaculée-Conception
- Sœurs missionnaires du Sacré-Cœur de Jésus (1880)
- Sœurs missionnaires de Notre-Dame des Apôtres (1876)
- Sœurs réparatrices de Notre-Dame de Fátima
- Sœurs Salésiennes (Congrégation des Filles de Marie Auxiliatrice)
- Sœurs ursulines de la Sainte Famille
- Sœurs de la Croix de Strasbourg
- Somasques (1534), clercs réguliers
- Studites, ordre religieux de l'Église grecque-catholique ukrainienne
- Congrégation du Saint-Esprit ou Spiritains (1703), société de vie apostolique
- Compagnie des prêtres de Saint-Sulpice ou Sulpiciens (1645), société de vie apostolique
- Société Missionnaire de Marie ou Xavériennes (1945)

## T
- Théatins (1524), congrégation cléricale (de clercs réguliers)
- Tertiaires ou Tiers Ordre régulier de saint François, ordre mendiant
- Timoniens (1847), membres de la Congrégation du Sacré-Cœur de Jésus
- Trappistes (1098), moines et moniales de l'Ordre cistercien de la Stricte Observance
- Trinitaires (1194,Ordre de la Très Sainte Trinité pour la Rédemption des captifs, appelés autrefois Mathurins ou Frères aux ânes), ordre mendiant.

## U
- Ordre des humiliés ou Umiliati (1135), ordre pénitent italien
- Ordre des Ursulines (1535), fondé par Ste Angèle Mérici ; charisme : aider à la croissance humaine et spirituelle de toute personne

## V
- Vallombrosains (1038), moines
- Visitandines ou Ordre de la Visitation
- Vierge consacrée

## X
- Institut La Xavière ou Xavières (1921)